# Samsula-Spruce Creek
Samsula-Spruce Creek – jednostka osadnicza w Stanach Zjednoczonych, w stanie Floryda, w hrabstwie Volusia.